# Плазмоника

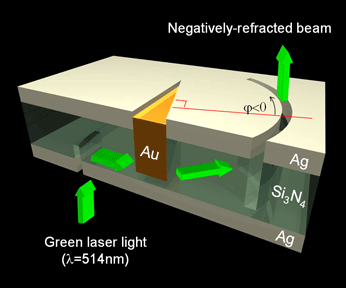
Конструкция плазмонного волновода для облегчения отрицательного преломления в видимом спектре.

Плазмоника или наноплазмоника  относится к генерации, обнаружению и обработке сигналов на оптических частотах вдоль границ раздела металл-диэлектрик в нанометровом диапазоне. Так же как и фотоника, плазмоника следует тенденции миниатюризации оптических устройств (см. нанофотоника ) и находит применение в зондировании, микроскопии, оптической связи и биофотонике.

## Принципы
Плазмоника обычно использует так называемые поверхностные плазмонные поляритоны (SPP) , которые представляют собой когерентные электронные колебания, распространяющиеся вместе с электромагнитной волной вдоль границы раздела между диэлектриком и металлом. Условия возникновения SPP в значительной степени зависят от свойств проводящей среды. В частности, так как электронный газ в металле колеблется вместе с электромагнитной волной, а движущиеся электроны рассеиваются, то возникают омические потери в плазмонных сигналах,  что ограничивает расстояние их передачи. Это не относится к гибридным оптоплазмонным световодам  или плазмонным сетям с применением усиления . Помимо SPP, существуют локализованные поверхностные плазмонные моды, поддерживаемые металлическими наночастицами. Оба эффекта характеризуются большими значениями импульса, которые допускают сильное резонансное увеличение локальной плотности фотонных состояний  и могут использоваться для усиления слабых оптических эффектов оптоэлектронных устройств.

## Мотивация и текущие проблемы
В настоящее время предпринимаются попытки интегрировать плазмонику или в электрические схемы, или в аналог электрических схем, в целях объединения компактности электроники с ёмкостью данных фотонных интегральных схем (PIC). В то время как ширина затвора узлов CMOS, используемых для электрических схем, постоянно уменьшается, размер обычных PIC ограничен дифракцией, что создаёт барьер для их дальнейшей интеграции. В принципе плазмоника может преодолеть это несоответствие размеров электронных и фотонных компонентов. В то же время фотоника и плазмоника могут дополнять друг друга, поскольку при определённых условиях оптические сигналы могут быть преобразованы в SPP и наоборот.
Одна из самых больших проблем в реализации плазмонных схем — это малое расстояние распространения поверхностных плазмонов. Обычно поверхностные плазмоны проходят расстояние только в несколько миллиметров, прежде чем произойдёт затухание сигнала. Во многом это связано с омическими потерями, значение которых возрастает по мере того, как электрическое поле проникает в металл. Исследователи пытаются уменьшить потери при распространении поверхностных плазмонов, применяя различные материалы, геометрию, частоту и варьируя свойства проводящей среды. Новые перспективные плазмонные материалы с низкими потерями включают оксиды и нитриды металлов , а также графен. При разработках важное значение имеет снижение потерь за счёт уменьшения шероховатости поверхности.
Ещё один барьер, который плазмонным схемам необходимо преодолеть — тепловыделение в плазмонной цепи, которое может превышать или не превышать тепловыделение в сложных электронных цепях. Недавно было предложено снижение нагрева в плазмонных сетях путём использования захваченных оптических вихрей, которые распространяют световой поток через промежутки между частицами, уменьшая таким образом поглощение и омический нагрев. Также проблемно изменять направление плазмонного сигнала в цепи без значительного уменьшения его амплитуды и пути распространения. Одним из перспективных решений проблемы изменения направления распространения плазмонного сигнала является применение брэгговских зеркал, причём не только для изменения направления, но и в качестве разделителей сигнала.
В дополнение к вышесказанному, новые приложения плазмоники в целях управления термоэмиссией  и магнитной записью с подогревом  позволяют использовать омические потери в металлах для получения устройств с новыми расширенными функциональными возможностями.

## Плазмонные волноводы

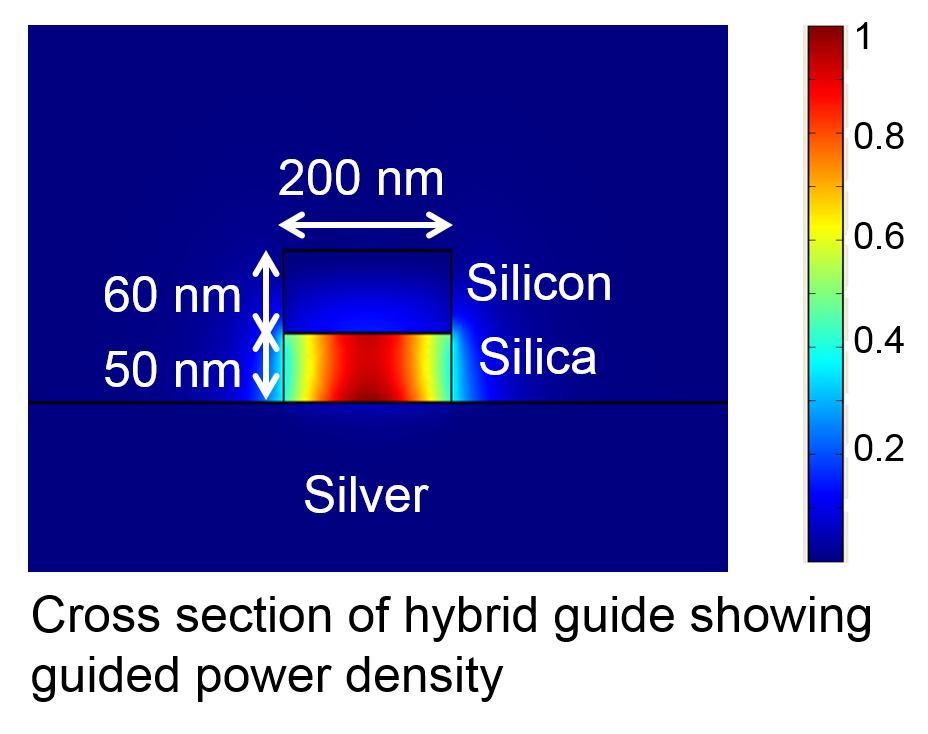
Распределение поля на гибридном плазмонном волноводе

Оптимизация конструкции плазмонных волноводов нацелена на увеличение как удержания, так и расстояния распространения поверхностных плазмонов в плазмонной цепи. Поверхностные плазмонные поляритоны описываются сложным волновым вектором с компонентами, параллельными и перпендикулярными границе раздела металл-диэлектрик. Мнимая часть составляющей волнового вектора обратно пропорциональна длине распространения SPP, а её действительная часть определяет удержание SPP. Дисперсионные характеристики плазмонной волны зависят от диэлектрической проницаемости материалов, из которых состоит волновод. Длина пути распространения и удержание волны поверхностного плазмон-поляритона связаны обратной зависимостью. Таким образом, более сильное ограничение моды обычно приводит к более коротким путям распространения. Построение технологичной и пригодной для использования схемы поверхностного плазмона в значительной степени зависит от компромисса между распространением и ограничением. Таким образом требуется искать компромисс между степенью ограничения моды и максимизацией расстояния распространения плазмон-поляритонов. В поисках плазмонной схемы с сильным ограничением и достаточным путём распространения были созданы несколько типов волноводов. Некоторые из наиболее распространённых типов включают:
- изолятор-металл-изолятор (IMI),[22]
- металл-изолятор-металл (MIM),[23]
- диэлектрический нагруженный поверхностный плазмон-поляритон (DLSPP),[24][25]
- щелевой плазмон-поляритон ( GPP),[26]
- канальный плазмон-поляритон (CPP),[27]
- клин поверхностный плазмон-поляритон (клин),[28]
- гибридные оптоплазмонные волноводы и сети.[6][29]

Потери на диссипацию, сопровождающие распространение SPP в металлах, можно уменьшить за счёт усиления или объединения в гибридные сети с фотонными элементами, такими как оптоволокна и волноводы со связанными резонаторами. Такая конструкция может привести к созданию гибридного плазмонного волновода, который демонстрирует субволновую моду в масштабе одной десятой дифракционного предела света наряду с приемлемым путём распространения.

## Связь
Входные и выходные порты плазмонной схемы должны принимать и отправлять оптические сигналы соответственно. Для этого необходима связь и развязка оптического сигнала с поверхностным плазмоном. Дисперсионное соотношение для поверхностного плазмона намного меньше дисперсионного соотношения для света, что означает, что для возникновения связи входной ответвитель должен обеспечивать усиление импульса от входящего света к волнам поверхностных плазмон-поляритонов, запускаемых в плазмонной цепи. Реализация этого требования существует в нескольких вариантах, в том числе: использование диэлектрических призм, решёток или локализованных рассеивающих элементов на поверхности металла, обеспечивающих связь путём согласования импульсов падающего света и поверхностных плазмонов. После того, как поверхностный плазмон был создан и отправлен в пункт назначения, он может быть преобразован в электрический сигнал. Это может быть реализовано с помощью фотодетектора в металлической плоскости или разделения поверхностного плазмона на свободно распространяющийся свет, который затем может быть преобразован в электрический сигнал.  В качестве альтернативы сигнал может быть выведен в оптическое волокно или волновод.

## Активные устройства
Прогресс, достигнутый в области поверхностных плазмонов за последние 50 лет, привёл к разработке различных типов устройств, как активных, так и пассивных. Некоторые из наиболее перспективных активных устройств — оптические, термооптические и электрооптические. Полностью оптические устройства продемонстрировали возможность их применения для обработки информации, обмена данными и хранения данных при использовании в качестве модулятора. В одном из опытов было продемонстрировано взаимодействие двух световых пучков с разными длинами волн при их преобразовании в совместно распространяющиеся поверхностные плазмоны через квантовые точки селенида кадмия.
Электрооптические устройства объединяют свойства как оптических, так и электрических устройств в виде модулятора. В частности, были разработаны электрооптические модуляторы с использованием быстродействующих связанных резонансных металлических решёток и нанопроволок, которые основаны на дальнодействующих поверхностных плазмонах (LRSP).
Термооптические устройства, которые содержат диэлектрический материал, показатель преломления которого изменяется с изменением температуры, также использовались в качестве интерферометрических модуляторов сигналов SPP в дополнение к переключателям с направленным ответвителем. Было показано, что некоторые термооптические устройства могут использовать волновод LRSP, существующий вдоль золотых полос, которые заделаны в полимер и нагреваются электрическими сигналами, в качестве модулятора и переключателя направленных ответвителей.
Ещё одна перспективная область — использование спазеров в наноразмерной литографии, зондировании и микроскопии.

## Пассивные устройства
Наряду с активными компонентами в использовании плазмонных схем, пассивные схемы также могут быть интегрированы с электрическими схемами, однако это представляет собой сложную технологическую задачу. Многие пассивные элементы, такие как призмы, линзы и светоделители, могут быть реализованы в плазмонной схеме, однако их изготовление в наномасштабе оказалось сложной задачей, к тому же имеющей нежелательные последствия. Значительные потери могут возникнуть при развязке, когда используется преломляющий элемент с другим показателем преломления. Были предприняты определённые меры для минимизации потерь при максимизации компактности фотонных компонентов. Один из способов решения проблемы основан на использовании брэгговских отражателей или зеркал, состоящих из последовательности плоскостей, для управления пучком поверхностных плазмонов. Оптимизированные отражатели Брэгга могут отражать почти 100% приходящей мощности. Другой метод, используемый для создания компактных фотонных компонентов, основан на волноводах CPP, поскольку они показали сильное ограничение моды с приемлемыми потерями менее 3 дБ в условиях волнового ограничения для электросхем. Снижение потерь и максимизация компактности пассивных и активных устройств могут создать потенциал для использования плазмонных схем в перспективе.